# Карел Гот
Карел Гот (чеш. Karel Gott; Плзењ, 14. јул 1939 — Праг, 1. октобар 2019) био је чешки певач, најпознатији и најзначајнији у историји чешке и словачке музике.

## Каријера
Карел Гот је био један од најпопуларнијих певача чешке популарне музике. Његови почеци сежу у године 1958—1960. када је наступио на аматерским такмичењима и добио први ангажман у кафани „Влтава”. Студирао је на конзерваторијуму и на то надовезао приватне студије певања. Године 1962. Гот је објавио сингл са џез певачицом, Властом Пруцховом, под називом "Až nám bude dvakrát tolik".
Године 1963. Готу је понуђено место у тада недавно основаном позоришту "Семафор". Исте године објавио је свој први соло сингл, чешку верзију песме Хенрија Манкинија "Moon River", те песму "Oči sněhem zaváté" која је постала најпродаванија у тој години. Убрзо након тога, Гот је добио прву од тридесет четири Zlatý slavík награде, додељене најпопуларнијем уметнику године. Након тога снимио је и писао нове песме са којима је обишао читаву Чехословачку и свет са својим новим позориштем "Аполо".
Гот је 1967. године наступио на Мидему, сајму музике у Кану, у Француској. 1968. године постаје представник Аустрије на Песми Евровизије 1968. која је одржана у Лондону. Тамо је певао песму "Tausend Fenster". На крају је био 13. од 17 песама са 2 освојена бода. Исте године Гот је провео шест месеци наступајући ноћу у хотелу и касину New Frontier у Лас Вегасу.
У 1970-им, Готт је постигао домаћи успех и редовно се појављивао на телевизији. У Немачкој је свој пробој направио 1970. песмом "Einmal um die ganze Welt" и био је звезда у Западној и Источној Немачкој. Након успеха и многобројних концерта, 1990. Гот је најавио крај каријере и приредио дугу опроштајну турнеју. Међутим, успех турнеје натерао га је да повуче своју одлуку.
Карел Гот је у току своје четрдесетогодишње каријере апсолвирао многе концерте у европским земљама, као и у САД, Канади, Кини, Аустралији, Јапану. До данас је издао на стотине албума.

## Лични живот
Имао је две кћери (Доминика и Луси) из различитих бивших веза. Удао се за последњу супругу Ивану Мачкову, јануара 2008. у Лас Вегасу и са њом је имао две ћерке Шарлот и Нели.
Током деведесетих година профилирао је као сликар и његове успехе у овом пољу могу потврдити изложбе у Берлину, Келну, Бечу, Москви, Братислави, Прагу и Минхену.

## Смрт
У октобру 2015. Готу је дијагностикован рак лимфних чворова. 18. марта 2016, медији су објавили да је Карел Гот дефинитивно победио опаку болест. Средином септембра 2019. године, добио је акутну леукемију, због које је отказао све предстојеће наступе и почео амбулантно лечење. Умро је 1. октобра 2019. у 80-ој години живота, код куће у Бертрамки у породичном кругу. Све главне телевизијске станице у Чешкој републици су у своје програме уврстиле изванредне вести или комеморативне емисије, а чешки радио Импулс је прилагодио свој програм. Посљедња почаст одржана је у петак, 11. октобра 2019. године у 8 сати у прашкој палачи Жофин. Први фанови су у реду стајали од четвртка. Сахрана са државним почастима одржана је у суботу 12. октобра у катедрали Светог Вида у Прашком дворцу. Истог дана проглашена је и државна жалост.

## Најпознатије песме
- 60. године:
- 70. године:
- 80. године:
- 90. године:
- после 2000: